# Ilovac
 Ilovac  falu Horvátországban, a Károlyváros megyében. Közigazgatásilag Ozalyhoz tartozik.

## Fekvése
Károlyvárostól 18 km-re, községközpontjától 3 km-re északnyugatra, a Kulpa jobb partján fekszik.

## Története
A falunak 1857-ben 60, 1910-ben 101 lakosa volt. A trianoni békeszerződésig Zágráb vármegye Károlyárosi járásához tartozott. 
2011-ben 35 lakosa volt. A falu labdarúgóklubját 1946-ban alapították, jelenleg a horvát negyed osztály közép csoportjában szerepel.

## Lakosság
| Lakosság változása | Lakosság változása | Lakosság változása | Lakosság változása | Lakosság változása | Lakosság változása | Lakosság változása | Lakosság változása | Lakosság változása | Lakosság változása | Lakosság változása | Lakosság változása | Lakosság változása | Lakosság változása | Lakosság változása | Lakosság változása |
| ------------------ | ------------------ | ------------------ | ------------------ | ------------------ | ------------------ | ------------------ | ------------------ | ------------------ | ------------------ | ------------------ | ------------------ | ------------------ | ------------------ | ------------------ | ------------------ |
| 1857               | 1869               | 1880               | 1890               | 1900               | 1910               | 1921               | 1931               | 1948               | 1953               | 1961               | 1971               | 1981               | 1991               | 2001               | 2011               |
| 60                 | 63                 | 71                 | 85                 | 88                 | 101                | 86                 | 101                | 109                | 102                | 87                 | 73                 | 63                 | 66                 | 55                 | 35                 |